# 7101 Haritina
7101 Haritina eller 1930 UX är en asteroid i huvudbältet som upptäcktes den 17 oktober 1930 av den amerikanske astronomen Clyde Tombaugh vid Lowell-observatoriet. Den är uppkallad efter Ioana Haritina Mogosanu.
Asteroiden har en diameter på ungefär 3 kilometer.